# ロバート・テンプル
ロバート・カイル・グレンヴィル・テンプル（Robert Kyle Grenville Temple、1945年 - ）は、アメリカ合衆国の著作家で、論争を呼んだ著書『知の起源―文明はシリウスから来た (The Sirius Mystery: New Scientific Evidence of Alien Contact 5,000 Years Ago)』（1976年初版：執筆は1967年から始まり、1998年に改題）によって知られる。この本は、ドゴン族がシリウス系の知的な地球外生命体との接触を伝統的に続けてきた、という仮説を提起したものである。
ドゴン族についてのテンプルの記述は、民族誌学者マルセル・グリオールとジュルメーヌ・ディテルランの記述の翻訳に基づいている。

## 著作
テンプルはほかにも、『超古代クリスタル・ミステリー (The Crystal Sun)』（2000年）、『Oracles of the Dead』（2005年）、『中国の科学と文明 (The Genius of China)』（2007年）、『The Sphinx Mystery』（2009年）、『Egyptian Dawn』（2010年）などの著書を書いている。また、タイム・ライフの出版物に寄稿しているほか、『ニュー・サイエンティスト』誌などにも寄稿している。
『中国の科学と文明』の書評の中で、ピーター・ゴーラス (Peter Golas) は、「テンプルは検証が得意ではない。彼は、後に西洋で発達したものの中国における先駆と見なせるものを、恥知らずなほど熱狂的に取り上げる。そうする中で、彼はあまりにも頻繁に、事実について誇大な、あるいは誤った記述をしてしまう。」と述べている。ゴーラスはまた、テンプルが、もっぱらジョゼフ・ニーダムと『Science and Civilisation in China』の記述のみに依存しており、それらを時代遅れにした、その後の研究を顧慮していない、とも指摘している。 『Beijing Review（北京周報）』誌上では、ニーダム自身がこの本を批判し、「一部の間違い...や、私なら別の表現をするであろう様々な記述がある (some mistakes ... and various statements that I would like to have seen expressed rather differently)」と述べた。

## 経歴
テンプルは、1965年に東洋学とサンスクリットを専攻してペンシルベニア大学を卒業した。彼は、王立天文学会のフェローであり、時おりBBCの放送にも出演している。テンプルは、妻オリヴィア (Olivia) とともにイングランドに住んでいる。

## 訳書
- 『図説 中国の科学と文明』牛山輝代監訳、河出書房新社、1992年、改訂版2008年。ジョゼフ・ニーダム序文
- 『知の起源　文明はシリウスから来た』並木伸一郎訳、角川春樹事務所、1998年
- 『〈超古代〉クリスタル・ミステリー　すべての文明の起源は失われた「光の科学」にあった』林和彦訳、徳間書店、2001年